# Cyclopecten pustulosus
Cyclopecten pustulosus är en musselart som beskrevs av Addison Emery Verrill 1873. Cyclopecten pustulosus ingår i släktet Cyclopecten och familjen Propeamussidae. Inga underarter finns listade i Catalogue of Life.